# Jezioro Łukomskie
Jezioro Łukomskie (biał. возера Лукомскае, woziera Łukomskaje; ros. озеро Лукомское, oziero Łukomskoje) – jezioro położone na Białorusi w rejonie czaśnickim obwodu witebskiego. Przy jeziorze w mieście Nowołukoml znajduje się Łukomska Elektrownia Cieplna.
Jezioro Łukomskie położone jest na wysokości 165,1 m n.p.m. Ma powierzchnię 36,42 km², a jego wymiary to 10,4 × 6,5 km. Maksymalna głębokość wynosi 8,7 m. Długość linii brzegowej to 36,4 km. Objętość misy jeziornej wynosi 243 mln m³. Zlewnia jeziora zajmuje obszar 179 km². Na północy i południowym wschodzie jeziora znajdują się mielizny oraz 5 wysp o łącznej powierzchni 0,7 km². Strefa przybrzeżna jest piaszczysto-ilasta, rzadziej torfiasta. Na dnie jeziora występuje sapropel.
W jeziorze żyje ok. 20 gatunków ryb, w tym sandacz, szczupak, okoń, sum, węgorz, karp, płoć, ukleja, sieja, lin, miętus.